# Achsa W. Sprague

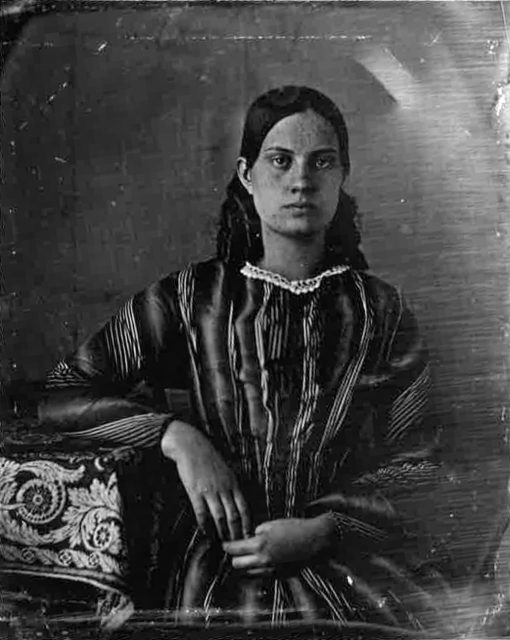
Achsa Sprague, um 1855

Achsa W. Sprague (* 17. November 1827 in Plymouth Notch, Windsor County, Vermont; † 6. Juli 1862 ebenda) war eine US-amerikanische Spiritistin und Dichterin.

## Leben
Sprague wurde 1827 als eines von sechs Kindern des Bauernehepaars Charles und Betsy Sprague geboren, die selbst als Cousin bzw. Cousine verwandt miteinander waren. Ihre ordentliche Schulbildung begrenzte sich auf die Möglichkeiten des ländlichen Vermont; ab zwölf Jahren fungierte sie selbst als Lehrerin in ihrer lokalen Dorfschule. Wie mehrere ihrer Geschwisterkinder entwickelte auch Sprague frühzeitig gesundheitliche Probleme; mit zwanzig Jahren erkrankte sie an Arthritis, durch die sie sieben Jahre lang bettlägerig war. Ihre Heilung schrieb sie selbst „himmlischen Kräften“ zu, woraufhin sie sich berufen sah, ab 1854 als Vortragende und Spiritistin durch die Vereinigten Staaten zu reisen. Nach einem viel beachteten Auftritt in einer Kirche in South Reading, Vermont, trat sie tatsächlich eine Tournee durch weite Teile Amerikas an.
Obgleich weder Spragues Tournee noch die Spiritismus-Bewegung an sich eine Organisation im Rücken hatten, zogen Spragues Auftritte große Menschenmassen an. Zeitgenössische Beobachter berichteten, dass sie mit ihrer Persönlichkeit und der Klugheit ihrer Vorträge das Publikum in den Bann gezogen habe. Die Oswego Times berichtete, dass Sprague bei einem Auftritt über eine Stunde in einem Trancezustand geredet habe, aber trotzdem nicht nur mit einer kraftvollen Stimme, sondern auch mit einer „leicht ausladenden Gestik“ und einem „schönen Gedankenfluss“ referiert habe. In ihren Vorträgen band sie verschiedene, damals als experimentell empfundene Elemente wie Séancen und Magnetisierungen ein. Sie propagierte die Idee, durch bloße Gedanken Krankheiten heilen zu können. Spiritismus selbst bezeichnete sie als „veredelte Essenz alles Guten“.
Neben ihren Vortragsreisen betätigte sich Sprague als Schriftstellerin; teils soll sie ihre Texte im Trancezustand verfasst haben, in dem sie die Wörter einer zweiten Person diktierte. Während ihrer Lebenszeit und kurz nach ihrem Tod wurden zwei Gedichtbände von Sprague veröffentlicht; ferner wurden auch Manuskripte ihrer Vorträge und Predigten publiziert. Durch ihre Vortragsreisen wurde sie zudem auf verschiedene soziale Probleme des damaligen Amerikas aufmerksam, die sie inspirierten, selbst gewisse politische Positionen zu ergreifen. Sie hatte prohibitionistische und abolitionistische Vorstellungen und trat für Gefängnisreformen und Frauenrechte ein.
Als ihre Arthritis wieder zurückkam, zog sich Sprague zurück in ihr Heimatdorf Plymouth Notch. Mittlerweile national bekannt, pilgerten bis zuletzt zahlreiche Anhänger ins ländliche Vermont, um von ihren spirituellen Gaben zu profitieren. Im Sommer 1862 verstarb Sprague im Alter von 34 Jahren. Die Pilgerströme versiegten nicht sofort, denn ihre Grabstätte wurde in den Jahren nach ihrem Tod zu einem Ziel ihrer pilgernden Anhänger. Andere Spiritisten behaupteten, von Spragues Geist Botschaften empfangen zu haben, die sie anschließend publizierten. Eine Sammlung von Unterlagen aus dem Besitz Spragues ist heute unter dem Namen Achsa W. Sprague papers, 1840–1862 im Besitz der Howard and Alba Leahy Library der Vermont Historical Society. Die Sammlung kommt aus dem Besitz des Historikers Leonard Twynham, der auch im Besitz der mittlerweile verschollenen Tagebücher Spragues war. Sara Rath veröffentlichte 2016 einen historischen Roman über Spragues Leben. Am 12. Juni 2016 wurde in Plymouth Notch ferner eine Gedenktafel für Sprague aufgestellt.

## Werke
- I still live. A poem for the times. Oliphant & Brother, Oswego 1862.
- The poet & other poems. W. White & Co., Boston 1864.